# Glaister George Duncan
Glaister George Duncan (* 4. April 1930 in Spanish Town; † 14. April 2016 in Kingston) war ein jamaikanischer Diplomat.

## Leben
Glaister George Duncan ist der Sohn von Beatrice Dunk-Duncan und Malcolm Duncan. Er besuchte die May Pen Grundschule, das Clarendon College (Jamaica), wurde Master der Wirtschaftswissenschaft an der London School of Economics and Political Science. Später war er Commonwealth Scholar an der McGill University.

## Karriere
Seit 1949 war er als Steuereintreiber der Kolonialverwaltung beschäftigt. 1957 trat er in den Dienst des kolonialen Innenministeriums.
1964 wurde er Assistant Secretary. 1966 wurde er städtischer Angestellter der Kingston and St. Andrew Corporation (KSAC). Am 18. August 1973 heiratete er Claire Elaine Meikle (zweite Ehe); sie haben zwei Töchter und drei Söhne. Von 1973 bis 1977 war er beamteter Staatssekretär im Ministerium für Kommunalverwaltung. Von 1978 bis 1981 war er beamteter Staatssekretär im Ministerium für den öffentlichen Dienst.
Von 1982 bis 1987 war er Botschafter in Bonn und war bei den Regierungen in Den Haag, Luxemburg, Jerusalem und dem Heiligen Stuhl akkreditiert. Von 1988 bis 1989 war er Botschafter in Moskau und war bei den Regierungen in Budapest, Warschau (13. April 1988), Bukarest, Sofia, Prag und Berlin akkreditiert. Am 16. August 1988 wurde Glaister George Duncan von Erich Honecker akkreditiert. Für den Fuhrpark der jamaikanischen Mission war die Kraftfahrzeugkennzeichen Nr. 224 vorgesehen. Am 23. Juni 1989 verabschiedete er sich bei Nicolae Ceaușescu und am 1. August 1989 bei Günther Kleiber. Von 1989 bis 1992 war er beamteter Staatssekretär im Ministerium für auswärtige Angelegenheiten und Außenhandel. Er wurde als Kommandeur in den Order of Distinction aufgenommen.
| Vorgänger                     | Amt                                                | Nachfolger                  |
| ----------------------------- | -------------------------------------------------- | --------------------------- |
| Keith Johnson                 | Jamaikanischer Botschafter in Bonn 1982 bis 1987   | Mignonette Patricia Durrant |
| Peter Carlysle DeBrosse Black | Jamaikanischer Botschafter in Moskau 1988 bis 1989 | Arthur Thompson             |